# Werner Bätzing
Werner Bätzing (Kassel, 24 giugno 1949) è un geografo tedesco, professore di Geografia culturale presso l'Università Friedrich-Alexander di Erlangen-Norimberga e esperto dell'ambiente alpino.

## Biografia
Dopo la maturità nel 1968 studia teologia protestante e filosofia presso l'Accademia Ecclesiastica Bethel a Bielefeld e l'Università di Tubinga e Heidelberg, laureandosi nel 1974. Ispirato dal suo maestro, Wilhelm Anz, discepolo di Heidegger, è molto presto confrontato con le questioni ambientali anche prima della comparsa dei movimenti ambientalisti. Nel frattempo, progressivamente si avvicina a questioni socio-politiche. Dopo la laurea, si trasferìsce a Berlino nel 1974 dove lavora per un anno come professore di religione in una scuola media. A quel punto non si riconosce più nel cristianesimo ed è alla ricerca di un posto di tirocinio. Dal 1976 al 1978, completa la sua formazione in una libreria (la sua specializzazione: mappe e guide) e lavora fino al 1981 in diverse librerie e case editrici a Berlino.
Nel 1976, scopre le Alpi, l'Ötztal, nel Tirolo ma non corrispondono alle sue aspettative. Nel 1977, egli si reca per la prima volta nel sud delle Alpi Piemontesi che lo affascinano ancora oggi. Per tre mesi Bâtzing le percorre a piedi da Mentone alla Val d'Aosta. Dal 1983 al 1987 studia geografia presso l'Università Tecnica di Berlino per approfondire la sua conoscenza delle Alpi laureandosi con una tesi sulla Valle Stura.
Esso si destina alla fine a una carriera come geografo specializzato della regione alpina. Nel 1984, pubblica la prima versione del suo libro sulle Alpi, attraverso il quale ottiene già una fama nazionale. Nel 1988, Paul Messerli lo porta all'Istituto geografico dell'Università di Berna (Svizzera) come assistente prima e come docente poi dove consegue il dottorato in breve tempo. Dal 1995 insegna presso l'Università di Erlangen-Norimberga, come professore di geografia culturale, pur continuando la sua ricerca in materia di ambiente alpino. È stato “visiting professor” nelle università di Vienna e di Genova.
È membro del consiglio consultivo dell'Associazione Internazionale Pro Vita Alpina, consulente scientifico della CIPRA, svolge lavori per la Convenzione delle Alpi (il suo studio sulla "tipologia dei comuni alpini in base alle categorie di studio l'evoluzione diacronica della popolazione dal 1870-2000 per il progetto 200 11 226 Applicazioni della sostenibilità socio-economica ed ecologica nel trattamento del tema Popolazione e cultura della Convenzione delle Alpi, di portata internazionale). È membro dell'International Advisory Network Community Project - Alleanza nelle Alpi.
Il suo lavoro si concentra su sviluppo regionale sostenibile nelle aree rurali, la geografia della popolazione, la geografia agricola, la geografia del tempo libero e del turismo, la geografia economica, scienze regionali, geografia di alta montagna, uso del suolo, la spazio regionale, del paesaggio, dei cambiamenti strutturali socio-economici nei paesi sviluppati (terziario), la filosofia della scienza, della filosofia naturale, l'ecologia umana.